# Francisco Jover y Berruezo

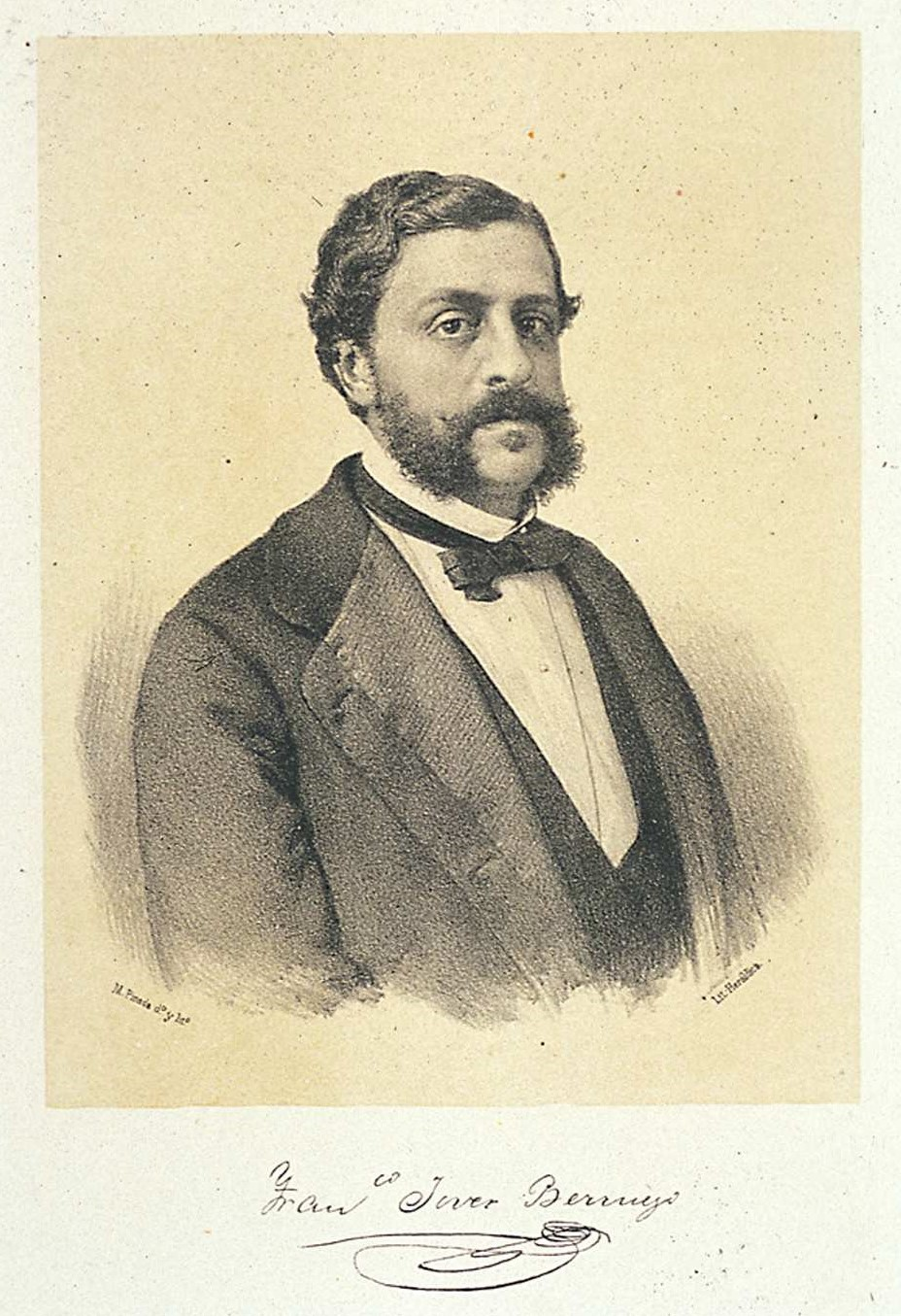
Francisco Jover y Berruezo, litografía de Miguel Pineda. Biblioteca Nacional de España.

Francisco Jover y Berruezo (Gibraltar, 26 de junio de 1823-Madrid, 1878) fue un político español, alcalde de Almería y diputado a Cortes constituyentes en 1869 por el mismo distrito.

## Biografía
Miembro de una de las más influyentes familias almerienses, a la que pertenecían algunos de los mayores compradores de bienes desamortizados en la provincia de Almería, fue hijo de Francisco Jover y Giral y de Trinidad Berruezo Rodríguez. Nació en Gibraltar, a donde por sus ideas liberales había tenido que exiliarse su padre al concluir el Trienio y restituirse el absolutismo. Pasó su infancia entre Inglaterra, Francia e Italia, hasta que en 1835 la familia pudo reintegrarse a España. Con trece años obtuvo el título de bachiller, no realizando luego otros estudios que los de idiomas, exigidos por los negocios familiares.
Se inició en política en las filas del Partido Progresista siguiendo los pasos de su padre, alcalde de Almería de enero a septiembre de 1843 y de nuevo en 1854 designado por la Junta Provisional de Gobierno tras la Vicalvarada y la formación del Gobierno provisional encabezado por Espartero.
Entró en la corporación municipal como concejal en 1855 e inmediatamente, pese a sus antecedentes progresistas, se incorporó a la Unión Liberal, formación con la que ocupó la alcaldía de Almería de 1859 a 1862, y de nuevo de julio a agosto de 1866. Siendo alcalde de la ciudad, en 1860 el ayuntamiento aprobó el derribo del baluarte de San Luis para construir el paseo Alto, actualmente de San Luis, por lo que sería demandado por el ministerio de Guerra, iniciándose un largo pleito entre este y la ciudad que se alargaría hasta 1913.
En julio de 1868 fue desterrado, permaneciendo escondido hasta el triunfo de la revolución de 1868. En las elecciones del 15 de enero de 1869, primeras elecciones democráticas celebradas en España, fue elegido diputado dentro de la coalición gubernamental por el distrito de Almería, habiendo obtenido 24 460 votos de los 33 070 sufragios emitidos.
Fue también vocal de la Sociedad de Nuevos Riegos de San Indalecio, constituida en 1875, promotora del canal de San Indalecio, un complejo sistema hidráulico para llevar agua potable del municipio de Benahadux a Almería, utilizado para consumo urbano y regadío de cultivos de uva. Falleció en Madridy sus restos mortales fueron sepultados el 1 de junio de 1878.